# Harald Schütz (Mathematiker)

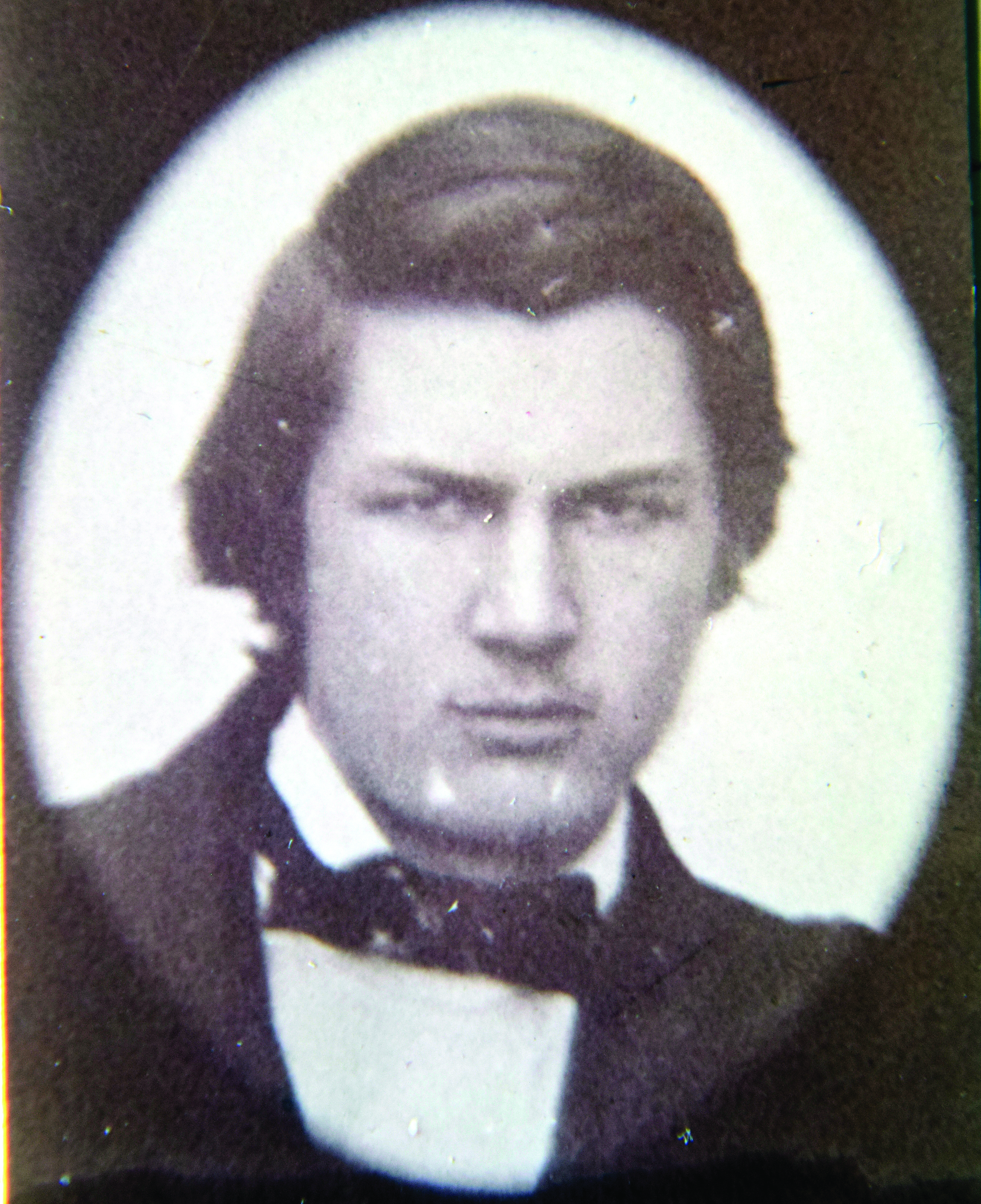
Harald Schütz (um 1858)

Harald Schütz (* 27. Dezember 1840 in Bielefeld; † 17. Dezember 1915 in Frankfurt am Main) war ein deutscher Mathematiker, Physiker und Gymnasialprofessor. Er war als Schüler mit 16 Jahren der jüngste heute bekannte Anhänger des Philosophen Arthur Schopenhauer zu dessen Lebenszeit. Seit seiner Studienzeit bis zu dessen Tod war Schütz der beste Freund des Physikers, Optik-Unternehmers und Sozialreformers Ernst Abbe.

## Leben

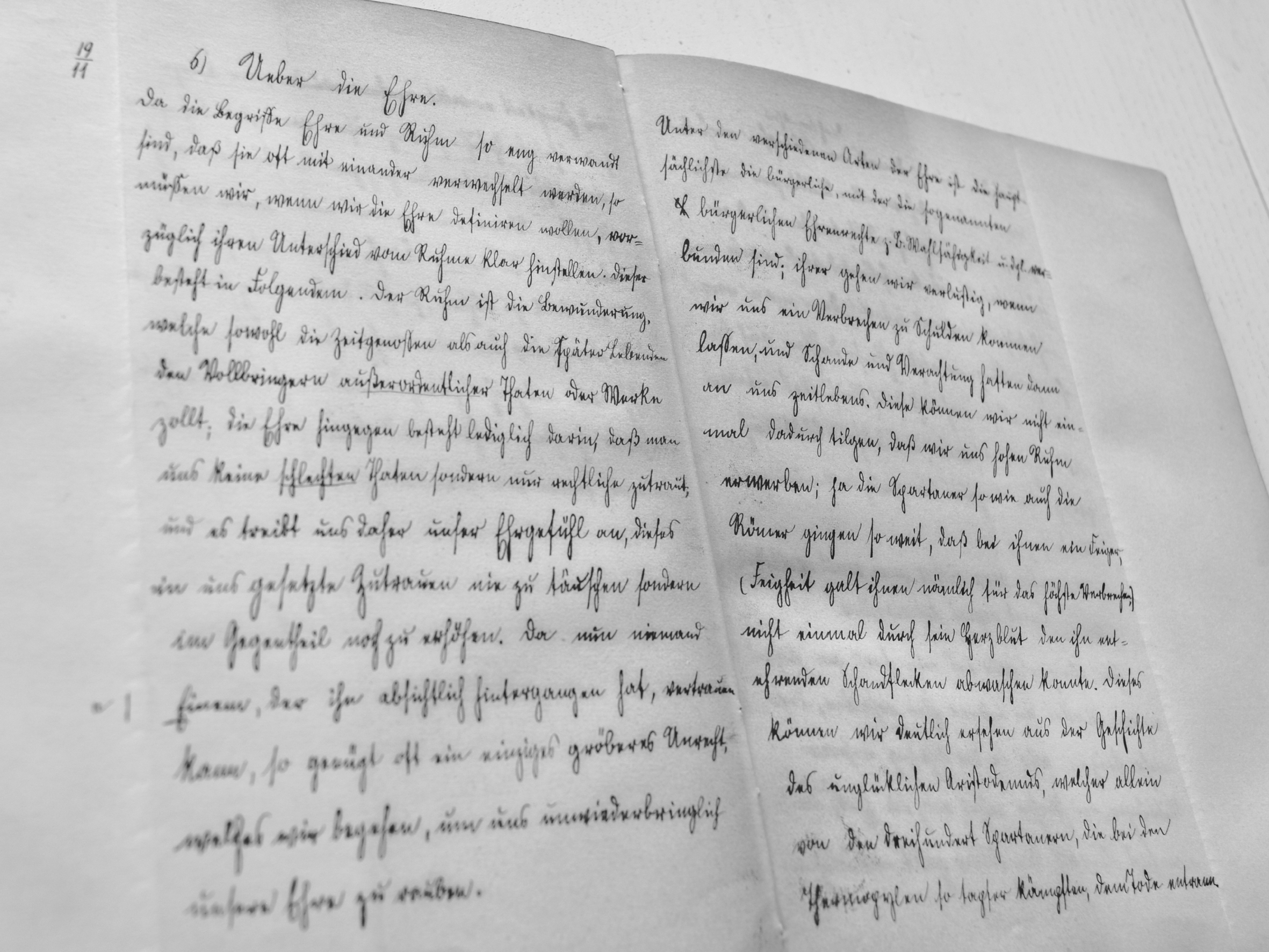
Schulaufsatz „Ueber die Ehre“ vom November 1857, in dem Harald Schütz die Ansichten Schopenhauers zustimmend darlegte

Harald Schütz entstammte einer bedeutenden Gelehrtenfamilie. Sein Vater war der Philologe und Gymnasialprofessor Carl Schütz, der nicht nur als Lehrer wirkte, sondern ein angesehener Sanskrit-Forscher der ersten Stunde war. Carl Schütz gehörte zu den frühen Anhängern des Philosophen Arthur Schopenhauer. Der Großvater von Harald Schütz war der Pastor Johann Gottfried Schütz (1769–1848), der mit Goethe eine Kur in Bad Pyrmont verbrachte und später mit ihm korrespondierte. Der Großonkel von Harald Schütz war der bekannte Philologe Christian Gottfried Schütz, der 1784 in Jena die Allgemeine Literatur-Zeitung mitbegründet hatte.
Harald Schütz war das siebte von insgesamt acht Kindern von Carl Schütz und seiner Frau Johanna, geb. Briem. Seine Kindheit und gesamte Schulzeit verbrachte Harald Schütz in Bielefeld. Nach Abschluss der Schule ging er 1859 zum Studium nach Göttingen. Trotz der geisteswissenschaftlichen Familientradition entschied er sich für Mathematik als Studienfach, blieb der Philosophie und Philologie jedoch durch Eigenstudium verbunden. In Göttingen lernte Schütz gleich zu Beginn den Studenten Ernst Abbe aus Eisenach kennen. Mit Abbe schloss Harald Schütz einen Freundschaftsbund, die „Firma“ genannt, der ein Leben lang halten sollte. Neben dem Studium verband die beiden das gemeinsame Interesse an Philosophie. An den Abenden und Wochenenden studierten sie gemeinsam die Werke von vor allem Schopenhauer und Immanuel Kant. An der Universität Göttingen besuchte Schütz vier Semester lang Vorlesungen in Mathematik und Physik. 1861 wechselte er für zwei Semester an die Universität in Berlin, um dort sein Studium abzuschließen. Besonders interessierte er sich für die Zahlentheorie. Vorlesungen besuchte Schütz in Berlin u. a. bei dem Mathematiker Karl Weierstraß.
Nachdem Schütz sein Studium in Berlin beendet hatte, zog es ihn erstmals nach Frankfurt am Main. Sein Freund Abbe lebte bereits dort als Dozent beim Physikalischen Verein und konnte seinem Freund eine Stelle als Hauslehrer für die Kinder des Bankiers Franz Joseph Schuster vermitteln. Harald Schütz bereitete sich nebenbei auf die Staatsprüfung für den höheren Schuldienst vor, die er im Juni 1863 bestand. Auch seine Mathematik-Studien setzte er fort und erhielt schließlich am 28. Juni 1867 von der Universität Göttingen die Doktorwürde. Seit 1865 hatte er am Gymnasium in Frankfurt unterrichtet, im Schuljahr 1868/69 leistete er in Frankfurt sein Probejahr an der Musterschule ab. Anschließend wurde Schütz Lehrer für Mathematik und Physik an der Gewerbe- und Handelsschule in Speyer, bevor er 1872 als Rektor an die Realschule in Traunstein/Oberbayern ging. Von dort wurde er 1878 zum Lehrer erneut am Gymnasium in Frankfurt berufen, 1893 zum Gymnasialprofessor ernannt und wegen starker Kurzsichtigkeit 1899 vorzeitig in den Ruhestand versetzt. Dank Abbe bekam er bis zu seinem Tod eine Rente aus der Carl-Zeiss-Stiftung, als Beihilfe für seine wissenschaftliche Arbeit, die er im Ruhestand fortsetzte. Daneben pflegte er seine literarischen Ambitionen und philosophischen Studien. Am 17. Dezember 1915 starb Harald Schütz in Frankfurt am Main.
In der Öffentlichkeit war Harald Schütz lange Zeit nur als Studienfreund von Ernst Abbe bekannt. In der Schopenhauer-Forschung wurde Schütz inzwischen aber auch als der jüngste Anhänger Schopenhauers zu dessen Lebzeiten entdeckt. Er hatte spätestens mit 16 Jahren Schopenhauer gelesen. Der Philosoph Axel Schlote entdeckte im Jahr 2021 im Nachlass der Familie Schütz ein altes Aufsatzheft von Harald Schütz aus dessen Bielefelder Schulzeit. Im November 1857 hatte Schütz einen längeren Aufsatz „Ueber die Ehre“ verfasst, in dem er die Ansichten Schopenhauers zu Ehre und Ruhm aus den Parerga und Paralipomena zustimmend darlegte. Auch in anderen Aufsätzen nahm er Bezug auf weitere Auffassungen Schopenhauers. Eine direkte Begegnung mit dem Philosophen kam nicht zustande. Allerdings schrieb Harald Schütz 1859 für seinen Vater einen Brief an Schopenhauer, da Carl Schütz damals bereits erblindet war. Als Harald Schütz 1862 nach Frankfurt kam, war der Philosoph bereits gestorben. Trotz seiner Zurückhaltung mit Veröffentlichungen wirkte Schütz indirekt, vor allem auf seinen besten Freund Ernst Abbe, der durch ihn angeregt Schopenhauer studierte und besonders dessen Ethik schätzte.
Harald Schütz heiratete am 30. April 1870 in Frankfurt die vier Jahre jüngere Charlotte Karoline Luzie Hilliger, die Tochter des bekannten Frankfurter Musiklehrers Johann Christian Jacob Hermann Hilliger. Die beiden hatten zwei Söhne. Einer von ihnen ist der Frankfurter Sprachforscher Ludwig Harald Schütz, der über 300 Sprachen beherrschte und als „Herr der Sprachen“ zu seiner Zeit weltweit berühmt war.

## Schriften
Harald Schütz wirkte v. a. als Lehrer. Bekannt sind fünf kleinere Veröffentlichungen:
- Untersuchungen über functionale Congruenzen, Mahlau & Waldschmidt, Frankfurt am Main 1867.
- Untersuchungen über die Entwicklung der Industrie im Mittelalter, in: Jahres-Berichte der Königlichen Realschule Traunstein, Traunstein 1878.
- Programm des städtischen Gymnasiums zu Frankfurt a.M.: Die gegenwärtige Bedeutung des mathematisch-physikalischen Unterrichts an Gymnasien, Mahlau & Waldschmidt, Frankfurt am Main 1887.
- Sunufatarungo. Vereinigte Gedichte von Vater und Sohn, Kesselring, Leipzig 1914 (mit Ludwig Harald Schütz).
- Kriegslieder von Vater und Sohn, Kesselring, Leipzig 1915 (mit Ludwig Harald Schütz).